# Green Bay Packers 2023
La stagione 2023 dei Green Bay Packers è stata la 103ª della franchigia nella National Football League, la 105ª complessiva e la quinta con Matt LaFleur come capo-allenatore.
Il 25 aprile si chiuse un'epoca per la franchigia con la cessione dopo 17 stagioni del quarterback Aaron Rodgers ai New York Jets. A prendere il suo posto come titolare fu Jordan Love, scelto nel primo giro del Draft NFL 2020. Inoltre, per la prima volta dal 2006, il kicker veterano Mason Crosby non fece parte del roster, non essendogli stato rinnovato il contratto.
Malgrado l'avere faticato nella prima metà della stagione con un record di 3-6, i Packers ebbero un bilancio di 6–2 nelle ultime otto partite, migliorando quello di 8–9 della stagione precedente e centrando l'ultima wild card per i playoff a scapito dei New Orleans Saints e dei Seattle Seahawks. Divennero così la formazione più giovane a qualificarsi per i playoff dall'espansione degli stessi nel 1978. Nel primo turno i Packers divennero la prima squadra con la testa di serie numero 7 a vincere una gara di playoff quando batterono i Dallas Cowboys testa di serie numero 2 per 48–32, dando inoltre alla squadra la prima vittoria nei playoff senza Aaron Rodgers dal 2007. Green Bay fu eliminata la settimana successiva dai San Francisco 49ers per 21–24 nel Divisional round. Fu la quinta volta negli ultimi 11 anni che i Packers furono eliminati dai 49ers.

## Scelte nel Draft 2023
| Scelte dei Packers nel Draft 2023 |        |                      |               |                    |                          |
| Giro                              | Scelta | Giocatore            | Ruolo         | College            | Note                     |
| 1                                 | 13     | Lukas Van Ness       | Defensive end | Iowa               | Dai New York Jets        |
| 2                                 | 42     | Luke Musgrave        | Tight end     | Oregon State       | Dai New York Jets        |
| 2                                 | 50     | Jayden Reed          | Wide receiver | Michigan State     | Dai Tampa Bay Buccaneers |
| 3                                 | 78     | Tucker Kraft         | Tight end     | South Dakota State |                          |
| 4                                 | 116    | Colby Wooden         | Defensive end | Auburn             |                          |
| 5                                 | 149    | Sean Clifford        | Quarterback   | Penn State         |                          |
| 5                                 | 159    | Dontayvion Wicks     | Wide receiver | Virginia           | Dai Detroit Lions        |
| 6                                 | 179    | Karl Brooks          | Defensive end | Bowling Green      | Dai Tampa Bay Buccaneers |
| 6                                 | 207    | Anders Carlson       | Kicker        | Auburn             | Dai New York Jets        |
| 7                                 | 232    | Carrington Valentine | Cornerback    | Kentucky           |                          |
| 7                                 | 235    | Lew Nichols III      | Running back  | Central Michigan   | Dai Los Angeles Rams     |
| 7                                 | 242    | Anthony Johnson Jr.  | Safety        | Iowa State         | dai Jacksonville Jaguars |
| 7                                 | 256    | Grant DuBose         | Wide receiver | Charlotte          | Scelta compensatoria     |

## Staff
| Staff dei Green Bay Packers |
| --- |
| Organi dirigenziali - Proprietario: proprietà pubblica - Comitato esecutivo – Board of directors - Presidente/CEO – Mark Murphy - General manager – Brian Gutekunst - Vice presidente esecutivo/direttore delle operazioni del football – Russ Ball - Co-direttore del personale dei giocatori – John Wojciechowski - Co-direttore del personale dei giocatori – Jon-Eric Sullivan - Direttore delle operazioni del football – Milt Hendrickson - Direttore degli osservatori del college – Matt Malaspina - Assistente dir. osservatori del college – Patrick Moore - Direttore del personale professionistico – Richmond Williams - Direttore dell'amministrazione del football – Melaine Marohl - Osservatore nazionale – Sam Seale - Director of performance psychology/team behavioral health clinician – Chris Carr - Director of player engagement – Grey Ruegamer - Dirigente del personale dei giocatori – Lee Gissendaner Capo allenatore - Matt LaFleur Altri allenatori - Preparatore atletico – Chris Gizzi - Assistente p.a. – Thadeus Jackson - Assistente p.a. – Mark Lovat - Assistente p.a. – Grant Thorne Allenatori dell'attacco - Coordinatore offensivo – Adam Stenavich - Quarterback – Tom Clements - Assistente quarterbacks – Connor Lewis - Running back – Ben Sirmans - Wide receiver/gioco sui passaggi – Jason Vrable - Tight end – John Dunn - Offensive line – Luke Butkus - Assistente offensive line – Ryan Mahaffey - Controllo qualità attacco – Ramsen Golpashin - Assistente allenatore – Quinshon Odom Allenatori della difesa - Coordinatore difensivo – Joe Barry - Defensive line/gioco sulle corse – Jerry Montgomery - Outside linebacker – Jason Rebrovich - Inside linebacker – Kirk Olivadotti - Defensive back/gioco sui passaggi – Jerry Gray - Safety – Ryan Downard - Controllo qualità difesa – Wendel Davis - Controllo qualità difesa – Justin Hood Allenatori dello special team - Coordinatore special team – Rich Bisaccia - Assistente special team – Byron Storer - Controllo qualità special team – Micheal Spurlock |

## Roster
| Roster dei Green Bay Packers |
| --- |
| Quarterback - 8 Sean Clifford - 10 Jordan Love Running Back - 28 A.J. Dillon - 33 Aaron Jones - 31 Emanuel Wilson Wide Receiver - 87 Romeo Doubs - 18 Malik Heath - 11 Jayden Reed - 83 Samori Toure - 9 Christian Watson - 13 Dontayvion Wicks Tight End - 81 Josiah Deguara - 85 Tucker Kraft - 88 Luke Musgrave - 89 Ben Sims Offensive Linemen - 69 David Bakhtiari T - 74 Elgton Jenkins G - 72 Caleb Jones T - 71 Josh Myers C - 70 Royce Newman G - 73 Yosh Nijman T - 75 Sean Rhyan G - 76 Jon Runyan Jr. G - 50 Zach Tom T - 63 Rasheed Walker T Defensive Linemen - 94 Karl Brooks DE - 97 Kenny Clark DE - 93 Tedarrell Slaton NT - 96 Colby Wooden DE - 95 Devonte Wyatt DE Linebacker - 59 De'Vondre Campbell ILB - 57 Brenton Cox Jr. OLB - 55 Kingsley Enagbare OLB - 52 Rashan Gary OLB - 47 Justin Hollins OLB - 58 Isaiah McDuffie ILB - 91 Preston Smith OLB - 90 Lukas Van Ness OLB - 7 Quay Walker ILB - 45 Eric Wilson ILB Defensive Back - 23 Jaire Alexander CB - 39 Zayne Anderson FS - 29 Rasul Douglas CB - 20 Rudy Ford FS - 36 Anthony Johnson Jr. FS - 6 Dallin Leavitt SS - 25 Keisean Nixon CB - 34 Jonathan Owens SS - 26 Darnell Savage Jr. SS - 37 Carrington Valentine CB Special Team - 17 Anders Carlson K - 42 Matthew Orzech LS - 19 Daniel Whelan P Lista delle riserve - 84 Tyler Davis TE (IR) - 21 Eric Stokes CB (PUP) - 78 Luke Tenuta T (IR) Squadra di allenamento - 49 Austin Allen TE - 35 Corey Ballentine CB - 51 Keshawn Banks OLB - 86 Grant DuBose WR - 99 Jonathan Ford NT - 38 Innis Gaines CB - 2 Alex McGough QB - 80 Bo Melton WR - 53 Arron Mosby OLB - 56 Kenneth Odumegwu OLB - 44 Henry Pearson FB - 48 Benny Sapp III SS - 98 Chris Slayton DE - 27 Patrick Taylor RB - 77 Kadeem Telfort T - 43 Kiondre Thomas CB - 54 Kristian Welch ILB Roster aggiornato al 10 settembre 2023 53 attivi, 3 inattivi, 16 nella squadra di allenamento |
| Legenda - I rookie sono in corsivo. - Il primo ruolo è il principale mentre gli eventuali successivi indicano i ruoli secondari. - (IR) sta per Injured Reserve ed indica la lista ristretta per un solo giocatore infortunato che può tornare ad allenarsi dopo la settimana 6 e a rientrare in prima squadra dopo che questa ha giocato 8 partite. - (NF-Inj.) / (NF-Ill.) stanno rispettivamente per Non-Football Injured e Non-Football Illness ed indicano le liste dove viene inserito un giocatore che ha un infortunio o una malattia non dipendente dal football americano. - (PUP) sta per Physically Unable to Perform ed indica la lista dove viene inserito un giocatore mentre è in attesa di recuperare la condizione fisica. Nella stagione regolare dopo la sesta partita giocata dalla propria squadra, il giocatore ha tempo tre settimane per riprendere ad allenarsi, più tre settimane aggiuntive dal suo rientro agli allenamenti per rientrare in prima squadra. |

## Precampionato
Il 18 maggio 2023 furono annunciate le gare del precampionato.
| Precampionato |           |            |                      |           |        |                |                   |         |
| Settimana     | Data      | Ora (CT)   | Avversario           | Risultato | Record | Stadio         | TV                | Sintesi |
| 1             | 11 agosto | 6:00 p.m.  | @ Cincinnati Bengals | V 36-19   | 1-0    | Paycor Stadium | WTMJ e WGBA (NBC) | Sintesi |
| 2             | 19 agosto | 7:00 p.m.  | New England Patriots | S 17-21   | 1-1    | Lambeau Field  | WTMJ e WGBA (NBC) | Sintesi |
| 3             | 26 agosto | 12:00 p.m. | Seattle Seahawks     | V 19-15   | 2-1    | Lambeau Field  | WTMJ e WGBA (NBC) | Sintesi |

## Stagione regolare

### Calendario
Il calendario della stagione regolare 2023 fu reso noto l'11 maggio 2023. Data e orario della gara di settimana 18 furono stabilite il 31 dicembre 2023, dopo lo svolgimento del diciassettesimo turno.
| Stagione regolare |                     |                     |                         |                     |                     |                            |                     |                     |
| Settimana         | Data                | Ora (CT)            | Avversario              | Risultato           | Record              | Stadio                     | TV                  | Sintesi             |
| 1                 | 10 settembre        | 3:25 p.m.           | @ Chicago Bears         | V 38-20             | 1-0                 | Soldier Field              | Fox                 | Sintesi             |
| 2                 | 17 settembre        | 12:00 p.m.          | @ Atlanta Falcons       | S 24-25             | 1-1                 | Mercedes-Benz Stadium      | Fox                 | Sintesi             |
| 3                 | 24 settembre        | 12:00 p.m.          | New Orleans Saints      | V 18-17             | 2-1                 | Lambeau Field              | Fox                 | Sintesi             |
| 4                 | 28 settembre        | 7:15 p.m.           | Detroit Lions (T)       | S 20-34             | 2-2                 | Lambeau Field              | Prime Video         | Sintesi             |
| 5                 | 9 ottobre           | 7:15 p.m.           | @ Las Vegas Raiders (M) | S 13-17             | 2-3                 | Allegiant Stadium          | ESPN                | Sintesi             |
| 6                 | Settimana di riposo | Settimana di riposo | Settimana di riposo     | Settimana di riposo | Settimana di riposo | Settimana di riposo        | Settimana di riposo | Settimana di riposo |
| 7                 | 22 ottobre          | 3:25 p.m.           | @ Denver Broncos        | S 17-19             | 2-4                 | Empower Field at Mile High | CBS                 | Sintesi             |
| 8                 | 29 ottobre          | 12:00 p.m.          | Minnesota Vikings       | S 10-24             | 2-5                 | Lambeau Field              | Fox                 | Sintesi             |
| 9                 | 5 novembre          | 12:00 p.m.          | Los Angeles Rams        | V 20-3              | 3-5                 | Lambeau Field              | Fox                 | Sintesi             |
| 10                | 12 novembre         | 12:00 p.m.          | @ Pittsburgh Steelers   | S 19-23             | 3-6                 | Acrisure Stadium           | CBS                 | Sintesi             |
| 11                | 19 novembre         | 12:00 p.m.          | Los Angeles Chargers    | V 23-20             | 4-6                 | Lambeau Field              | Fox                 | Sintesi             |
| 12                | 23 novembre         | 11:30 a.m.          | @ Detroit Lions (TD)    | V 29-22             | 5-6                 | Ford Field                 | Fox                 | Sintesi             |
| 13                | 3 dicembre          | 7:20 p.m.           | Kansas City Chiefs (S)  | V 27-19             | 6-6                 | Lambeau Field              | NBC                 | Sintesi             |
| 14                | 11 dicembre         | 7:15 p.m.           | @ New York Giants (M)   | S 22-24             | 6-7                 | MetLife Stadium            | ABC                 | Sintesi             |
| 15                | 17 dicembre         | 12:00 p.m.          | Tampa Bay Buccaneers    | S 20-34             | 6-8                 | Lambeau Field              | Fox                 | Sintesi             |
| 16                | 24 dicembre         | 12:00 p.m.          | @ Carolina Panthers     | V 33-30             | 7-8                 | Bank of America Stadium    | Fox                 | Sintesi             |
| 17                | 31 dicembre         | 7:20 p.m.           | @ Minnesota Vikings (S) | V 33-10             | 8-8                 | U.S. Bank Stadium          | NBC                 | Sintesi             |
| 18                | 7 gennaio           | 3:25 p.m.           | Chicago Bears           | V 17-9              | 9-8                 | Lambeau Field              | CBS                 | Sintesi             |

Note:
- Gli avversari della propria division sono in grassetto.
- Il simbolo "@" indica una partita giocata in trasferta.
- (M) indica il Monday Night Football, (T) il Thursday Night Football, (S) il Sunday Night Football e (TD) una partita giocata il Thanksgiving Day.

## Play-off
Al termine della stagione regolare i Packers arrivarono secondi nella NFC North con un record di 9 vittorie e 8 sconfitte, qualificandosi ai play-off con la testa di serie numero 7.
| Play-off   |            |           |                           |           |        |                |     |         |
| Turno      | Data       | Ora (CT)  | Avversario (seed)         | Risultato | Record | Stadio         | TV  | Sintesi |
| Wild Card  | 14 gennaio | 3:30 p.m. | @ Dallas Cowboys (2)      | V 48-32   | 1-0    | AT&T Stadium   | Fox | Sintesi |
| Divisional | 20 gennaio | 7:15 p.m. | @ San Francisco 49ers (1) | S 21-24   | 1-1    | Levi's Stadium | Fox | Sintesi |

## Premi

### Premi settimanali e mensili
- Jordan Love:

giocatore offensivo della NFC della settimana 17
giocatore offensivo della NFC della settimana 18
quarterback della settimana 18

## Leader della squadra
| Leader della squadra   |                         |        |
| Categoria              | Giocatore               | Valore |
| Yard passate           | Jordan Love             | 4.159  |
| Touchdown passate      | Jordan Love             | 32     |
| Yard corse             | Aaron Jones             | 656    |
| Touchdown su corsa     | Jordan Love             | 4      |
| Ricezioni              | Jayden Reed             | 64     |
| Yard ricevute          | Jayden Reed             | 793    |
| Touchdown su ricezione | Romeo Doubs Jayden Reed | 8      |
| Yard rit. kickoff      | Keisean Nixon           | 782    |
| Yard rit. punt         | Keisean Nixon           | 95     |
| Tackle                 | Quay Walker             | 118    |
| Sack                   | Rashan Gary             | 9.0    |
| Intercetti             | Rudy Ford               | 2      |